# Supercopa do Chile de Futebol de 2015
A Supercopa do Chile de 2015 foi a 3ª edição desta competição, uma partida anual organizada pela Asociación Nacional de Fútbol Profesional (ANFP) na qual se enfrentaram  Universidad de Chile, o melhor campeão da Primeira Divisão da temporada 2014-2015, e Universidad de Concepción, campeão da Copa do Chile de 2014-15. A partida foi realizada em 30 de setembro de 2015. A Universidad de Chile venceu a partida por 2–1 e faturou sua primeira taça da competição.

## Participantes
Os times participantes foram Universidad de Chile, o melhor campeão da Primeira Divisão da temporada 2014-2015, e Universidad de Concepción, campeão da Copa do Chile de 2014-15.
| Clube                     | Classificação                                             | Participações anteriores |
| ------------------------- | --------------------------------------------------------- | ------------------------ |
| Universidad de Chile      | Melhor campeão da Primeira Divisão da temporada 2014-2015 | 1 (2013)                 |
| Universidad de Concepción | Campeão da Copa do Chile de 2014-15                       | 0 (nenhuma)              |

## Partida
| 30 de setembro de 2015 | Universidad de Chile                        | 2 – 1     | Universidad de Concepción | Temuco                                                                                        |  |
| 20:00                  | - Cristián Suárez 9' - Matías Rodríguez 80' | Relatório | - 90' Fernando Manríquez  | Estádio: Estádio Municipal Germán Becker Público: 12 522 espectadores Árbitro: Patricio Polic |  |

## Premiação
| Supercopa do Chile de 2015                |
| ----------------------------------------- |
| Universidad de Chile Campeão (1.º título) |